# 犹昧感
犹昧感，又称未視感、旧事如新（法語：Jamais vu），在心理学中是指对过去曾经经历过的事物感到新颖和陌生的错觉。

## 概念
常常被描述为与「似曾相识」相反的现象。旧事如新感会让患者错误地产生仿佛初见此物的新鲜感，但理性上却明知自己以前曾处于这种情况。旧事如新感有时与某些类型的失语症、失忆症和癫痫症有关。
旧事如新感最常见的情况是暂时认不出某个见过的词，或者（较罕见地）认不出某个熟人或某个到访过的地方。尽管理性上知道这是一个真实存在的词，但几秒钟之后依然会感觉「这不可能是一个真实的词」。
这种现象通常与似曾相识感和舌尖现象（话就在嘴边但就是想不起来）归为一类。
从理论上讲，急性意識錯亂或酒精中毒的患者较易出现旧事如新感的感觉，例如在卡普格拉综合征中，患者把他们认识的人当作假的替身或冒牌货。如果这种“冒名顶替的感觉”的目标是患者自身，那么临床上常将其描述为人格解体。与之相对的，如果是对于所谓「现实的真相」感到怀疑，则可以被描述为现实解体。

## 成因
旧事如新感有时与某些类型的失语症、失忆症和癫痫症有关。

## 相关现象
- 似曾相识：有一种强烈的感觉，认为正在经历的事件或经验在过去已经经历过，不管它是否真的发生过。
- 舌尖现象：怎么得也想不起来某事，但感觉仿佛几乎就要想起来了。
- 語義飽和：在長時間盯著一個字詞後，會突然不認識該字或者單詞的情況。